# Mariä Himmelfahrt (Neuburg an der Kammel)

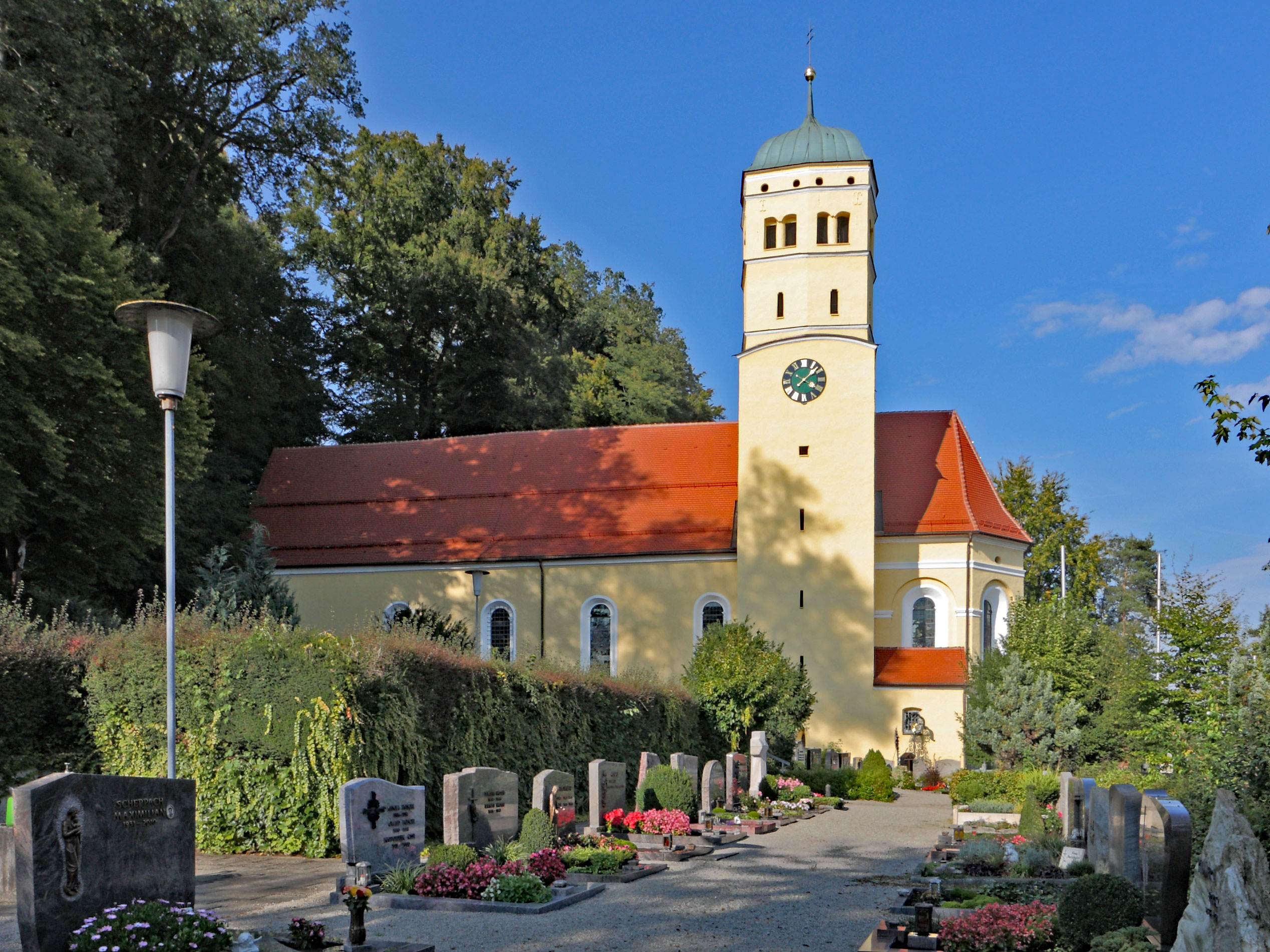
Mariä Himmelfahrt in Neuburg an der Kammel

Die römisch-katholische Pfarrkirche Mariä Himmelfahrt steht in Neuburg an der Kammel, einem Markt im schwäbischen Landkreis Günzburg in Bayern. Das denkmalgeschützte Bauwerk ist in der Liste der Baudenkmäler in Neuburg an der Kammel  unter der Nr. D-7-74-162-1 eingetragen. Die Pfarrei gehört zum Dekanat Günzburg des Bistums Augsburg.

## Beschreibung
Die ab 1593 errichtete Saalkirche wurde 1733 nach einem Entwurf von Simpert Kraemer umgebaut. Sie besteht aus einem Langhaus, das 1981 nach Westen verlängert wurde, einem eingezogenen, dreiseitig geschlossenen Chor im Osten und einem Chorflankenturm auf quadratischem Grundriss an dessen Südwand, dessen untere Geschosse aus dem 15. Jahrhundert stammen. Er wurde um 1600 aufgestockt und mit einer Glockenhaube bedeckt. Der mit Pilastern gegliederte Innenraum des Langhauses wurde 1913 mit einer Decke mit Hohlkehle überspannt. Der Chor ist innen mit einem Stichkappengewölbe bedeckt. Der Stuck im Chor stammt von Simpert Kraemer. Die Fresken im Langhaus hat 1914 Leonhard Thoma gestaltet. Der neobarocke Hochaltar wurde 1948 gebaut. Das von Säulen flankierte Altarretabel mit der Darstellung der Himmelfahrt Mariens wurde bereits um 1850 geschaffen. Die Orgel auf der Empore wurde als Opus 401 von Franz Borgias Maerz 1901 gebaut.